# Alive (canción de P.O.D.)
«Alive» es el título de la canción del grupo estadounidense de metal cristiano P.O.D.. Fue lanzado el 7 de julio de 2001 como el primer sencillo de su exitoso álbum Satellite. En 2002, la canción fue nominada al Premio Grammy a la mejor interpretación de hard rock y su video musical fue nominado en varias categorías en los MTV Video Music Awards de 2002.
Con esta canción la banda comenzó a darse a conocer mundialmente como una de las mejores bandas de rock cristiano. La letra habla sobre como la gente vive la vida como la quiere vivir pero sin abrir los ojos y detenerse para agradecer por seguir vivos.

## Antecedentes y composición
La canción ingresó en las listas justo antes de los atentados del 11 de septiembre de 2001 y adquirieron un significado especial para el público estadounidense gracias a su mensaje positivo. El guitarrista Marcos Curiel expresó en una entrevista concedida en 2008, la importancia de la canción: "Hay demasiadas cosas negativas que suceden en nuestra vida cotidiana. Cuando escuchen algo que le puede dar una sensación de optimismo como "Alive" o "Youth of the Nation" nos sentimos realizados con nuestro trabajo como artista. Tratamos de ser relevante para la gente."
Por su parte, el cantante Sonny Sandoval afirmó: "En un principio, no teníamos un nombre para esta canción. En un tiempo pensamos titularlo como "Beautiful" (Bello), porque es lo que nos hizo sentir al componerla. Porque queríamos que la gente al escucharla dijera: "Hey! me hace sentir bien". "No sé cuántas veces hemos grabado el coro, porque fue como decir "Tenemos que ir a un nivel superior, hay que dar lo mejor".

## Video musical
Fue dirigido por Francis Lawrence, con efectos especiales de Pixel Envy. Fue estrenado el 20 de agosto de 2001 por las cadenas televisivas de música. En él, muestra una colisión de un automóvil con un autobús en un cruce de carreteras en el Valle de San Fernando rodado a mediados de 2001. Lawrence tuvo esta idea hace años, pero no logró que lo difundan entre otros grupos. Durante la filmación del video, Lawrence dijo: "Me alegro de no haber compartido la idea con otros grupos, porque con éste fue perfecto". El desarrollo del video durante el rodaje se centra en un día libre en la vida de un adolescente.
Lawrence también ha cambiado algunas escenas de su concepto original: el niño sale ileso de su automóvil destruido en cambio no aparece en absoluto, y abraza a su novia en un túnel del tren en lugar de una escena de sexo en una habitación como Lawrence había previsto anteriormente. Todos los efectos especiales y el trabajo detrás de "Alive" se detallan en un artículo retrospectivo en MTV en agosto de 2002.
A pesar de que no ha ganado ningún premio, "Alive" fue uno de los más nominados en la ceremonia de los MTV Video Music Awards de 2002. Sin embargo, ganó otros dos premios, además de las cinco nominaciones "VMA".

## Lista de canciones
CD Promo
1. «Alive» (Versión semi acústica) – 3:23
2. «Alive» (Versión del álbum) – 3:23

Primera edición
1. «Alive» – 3:22
2. «Lie Down» (Demo)
3. «Sabbath»

Segunda edición
1. «Alive» (Versión del álbum) – 3:22
2. «School of Hard Knocks» (Non-LP) – 4:04
3. «Lie Down» (Demo-non-LP) – 4:20
4. «Alive» (Video musical)

## Posicionamiento
| Lista (2001–2002)                       | Mejor posición |
| --------------------------------------- | -------------- |
| Alemania (Media Control AG)             | 16             |
| Australia (ARIA)                        | 18             |
| Austria (Ö3 Austria Top 40)             | 11             |
| Bélgica (Flandes) (Ultratop 50)         | 40             |
| Dinamarca (Tracklisten)                 | 7              |
| Estados Unidos (Billboard Hot 100)      | 41             |
| Estados Unidos (Mainstream Rock Tracks) | 4              |
| Estados Unidos (Modern Rock Tracks)     | 2              |
| Finlandia (OFC)                         | 9              |
| Irlanda (IRMA)                          | 15             |
| Noruega (VG-lista)                      | 14             |
| Nueva Zelanda (Recorded Music NZ)       | 42             |
| Países Bajos (Dutch Top 40)             | 37             |
| Reino Unido (UK Singles Chart)          | 19             |
| Suecia (Sverigetopplistan)              | 12             |
| Suiza (Schweizer Hitparade)             | 51             |

## Premios y nominaciones
San Diego Music Awards 2001
- Canción del año

Premios Grammy de 2002
- Mejor interpretación de hard rock (nominación)

MTV Video Music Awards de 2002.
- Video del año (nominación)
- Mejor Video de un Grupo(nominación)
- Mejor Dirección; Francis Lawrence (nominación)
- Mejores Efectos Especiales; Pixel Envy (nominación)
- Elección de los Televidentes (nominación)

2002 MVPA Awards
- Video de música rock del año